# Speaker's Corner

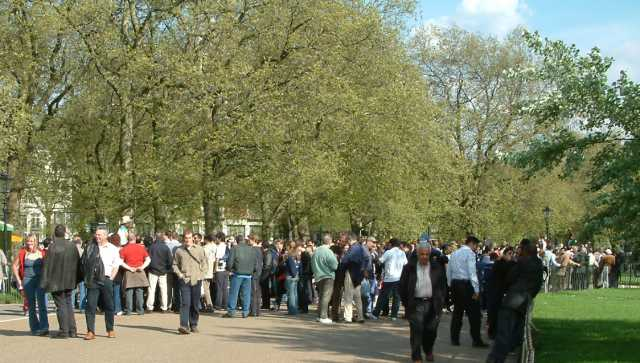
O Speakers' Corner em abril

O Speakers' Corner (Recanto do Orador) é um local situado no nordeste do Hyde Park, em Londres, Reino Unido. Tradicionalmente, no Speakers' Corner, qualquer cidadão pode fazer discursos criticando qualquer um, com exceção da Família Real e do governo inglês. Para discursar, o orador tem de estar sobre um caixote ou em cima de uma cadeira  pois, segundo a tradição britânica, o orador não pode estar sobre o solo inglês, se o orador não estiver a calcar  em solo inglês ele estará isento das leis e tradições britânicas. 
Existem locais semelhantes ao Speakers' Corner para discursos livres na Austrália, Trindad e Tobago, Singapura, Holanda e Estados Unidos da América.

## Grandes discursos e protestos

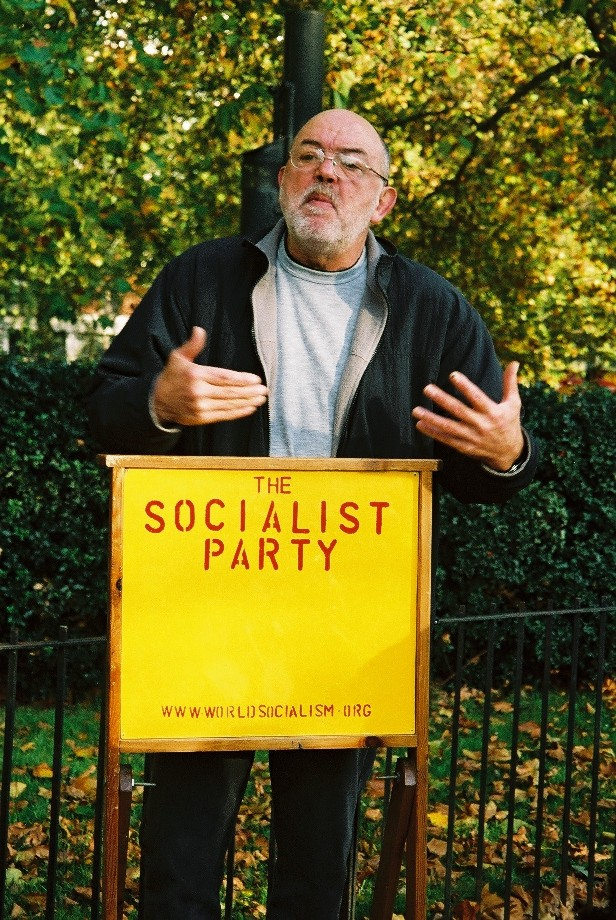
Discurso político no Speakers' Corner

O Speakers' Corner já foi palco de discursos de integrantes do partido socialista britânico. O alemão Karl Marx havia discursado no Speakers' Corner. 
O primeiro grande protesto realizado no Speakers' Corner aconteceu em 1855. O protesto foi descrito por Karl Marx como o início da revolução inglesa. Em 1866, a organização conhecida como Liga da Reforma usou diversas vezes o Speakers' Corner para fazer discursos. 
As autoridades britânicas reprimiram diversas vezes discursos no Speakers' Corner durante o século XIX. Mas em 1872 a força do movimento democrático fez com que o governo permitisse os discursos.     
Em 15 de fevereiro de 2003, as autoridades impediram um evento no Speakers' Corner para protestar contra a guerra do Iraque.

## Oradores famosos
- Karl Marx
- George Orwell
- Vladmir Lenin